# 甘酸っぱい春にサクラサク
| 専門評論家によるレビュー | 専門評論家によるレビュー |
| レビュー・スコア         | レビュー・スコア         |
| 出典                     | 評価                     |
| ------------------------ | ------------------------ |
| hotexpress（平賀哲雄）   | 肯定的                   |

「甘酸っぱい春にサクラサク」（あまずっぱいはるにサクラサク）は、Berryz工房×℃-ute（ベリキュー）の1枚目のシングルで、Berryz工房、℃-uteのコラボレーションシングルである。2011年11月9日に発売された。発売レーベルはPICCOLO TOWNとzetima。

## 概要
Berryz工房版と℃-ute版が存在し、それぞれ初回限定盤A・Bと通常盤と、計6形態での発売。両版とも初回限定盤AはCD＋DVD、初回限定盤Bと通常盤はCDのみ。初回限定盤A・Bにはイベント抽選シリアルナンバーカード封入。
「甘酸っぱい春にサクラサク」は、卒業をテーマにした楽曲で、矢島舞美曰く、「卒業ソングではあるけれど、悲しいお別れではなくて、前向きな旅立ちの歌。」とのこと。
ミュージック・ビデオも体育館にて多数のエキストラを動員して、卒業式のシーンが撮影された。体育館でのロケは夕方までの3時間程度というトラブルが発生すると達成できない限られた時間の中で行われたが、大きなミスもなくスムーズに進み、撮影は時間通りに終了した。
BS-TBS配給映画『王様ゲーム』のエンディングテーマに起用された。

## 批評
hotexpressの平賀哲雄は「この楽曲はとてもハッピーでキュートなアイドルらしいグルーヴで一貫されていること。うーん、どれだけカオティックなんだ。」と評している。

## 収録曲
全作詞・作曲：つんく

### Berryz工房版
1. 甘酸っぱい春にサクラサク [5:03]
編曲：宅見将典
2. 単純すぎなの私… [4:23]
歌：Berryz工房
編曲：高橋諭一
3. 甘酸っぱい春にサクラサク (Instrumental) [5:03]

#### 初回限定盤A付属DVD
1. 甘酸っぱい春にサクラサク (Berryz工房 Ver.)

### ℃-ute版
1. 甘酸っぱい春にサクラサク [5:03]
2. 嫌いで嫌いで嫌い [4:42]
歌：℃-ute
編曲：湯浅公一
3. 甘酸っぱい春にサクラサク (Instrumental) [5:03]

#### 初回限定盤A付属DVD
1. 甘酸っぱい春にサクラサク (℃-ute Ver.)

## 参加ミュージシャン
甘酸っぱい春にサクラサク
- プログラミング&ギター：宅見将典
- コーラス：CHINO

単純すぎなの私…
- プログラミング&ギター&コーラス：高橋諭一
- コーラス：小川真奈

嫌いで嫌いで嫌い
- プログラミング：湯浅公一
- ギター：朝井泰生
- コーラス：marron・鈴木愛理